# Хилтер ам Теутобургер Валд
Хилтер ам Теутобургер Валд (њем. Hilter am Teutoburger Wald) општина је у њемачкој савезној држави Доња Саксонија. Једно је од 34 општинска средишта округа Оснабрик. Према процјени из 2010. у општини је живјело 10.222 становника. Посједује регионалну шифру (AGS) 3459022.

## Географски и демографски подаци
Хилтер ам Теутобургер Валд се налази у савезној држави Доња Саксонија у округу Оснабрик. Општина се налази на надморској висини од 198 метара. Површина општине износи 52,6 km². У самом мјесту је, према процјени из 2010. године, живјело 10.222 становника. Просјечна густина становништва износи 194 становника/km².

## Међународна сарадња
| Мјесто | Држава    | Врста сарадње | Од    |
| ------ | --------- | ------------- | ----- |
| Делден | Холандија | партнерство   | 1966. |
| Извор  |           |               |       |